# Paweł Maj
Paweł Mirosław Maj (ur. 6 sierpnia 1976 w Puławach) – polski samorządowiec i przedsiębiorca, z wykształcenia architekt krajobrazu, od 2018 prezydent Puław.

## Życiorys
Syn Mariana i Zofii. Ma wyższe wykształcenie, jest inżynierem krajobrazu, prowadził krótko własne biuro architektury krajobrazu, a do 2018 działalność gospodarczą jako masażysta. Przez kilkanaście lat był zaangażowany w działalność organizacji Narodowe Puławy. Uczestniczył m.in. w protestach przeciw przebudowie Skweru Niepodległości. W 2014 został wybrany radnym miejskim Puław z ramienia KWW Stowarzyszenia Inicjatyw Społecznych TERAZ. Jego działalność jako radnego stała się przedmiotem zawiadomień do prokuratury ze strony wiceprezydent Puław Ewy Wójcik (oskarżającej go o znieważenie) i Stowarzyszenia Romów w Polsce (oskarżającego go o nawoływanie do nienawiści).
W 2018 ubiegał się o fotel prezydenta Puław z ramienia KWW Niezależni Wyborcy. W drugiej turze uzyskał 55,96% poparcia i pokonał rządzącego miastem od 24 lat Janusza Grobla. W następnych wyborach samorządowych z powodzeniem ubiegał się o reelekcję, otrzymując w drugiej turze 9650 głosów (68,04%).